# Заливалов, Алексей Георгиевич
Алексей Георгиевич Заливалов (17 сентября 1957, Ленинград — 11 августа 2012, платф. Михайловская, Ленинградская область) — музыкант, композитор, аранжировщик, актёр, скрипач-импровизатор, продюсер, телеведущий.

## Биография
Родился в Ленинграде, СССР, скончался в Санкт-Петербурге, Россия.
- В 1972—1974 годах стал автором первой российской рок-оперы «Пир во время Чумы» (на стихи А. Пушкина).
- В 1976 году окончил Калининградское музыкальное училище.
- В 1976—1977 годах работал в школе преподавателем игры на скрипке и музыки.
- В 1982 году окончил композиторское отделение Ленинградской государственной консерватории.
- В 1980—1987 годах был артистом Театра «Эксперимент».
- В 1987—1988 годах был солистом Ленинградского мюзик-холла.
- В 1988—1996 годах работал музыкальным руководителем «Интерьерного театра».
- В 1994—1996 годах работал в ТОО «MARINA» администратором проекта «От форте до пьяно»,

В эти же годы был начат проект «От форте до пьяно» (цикл телефильмов, режиссёр Ю. Мамин), в котором работал композитором. Цикл телефильмов был показан на канале ВГТРК (РТР). Ведущими цикла телефильмов были Ю. Мамин и А. Заливалов. Один из авторов коммерческого пиар-проекта ТОО «MARINA» «Альфа-Капитал». Пиар-проект (телевизионная реклама) был реализован в эфире «ТРК −5 канал».
- В 1997—1998 годах был соавтором и соведущим передачи «Хамелеон».
- В 2001—2003 годах был соавтором и соведущим программы «В гостях у маэстро» (на телеканале Культура).

Также является автором:
- цикла романсов на стихи А. Пушкина, Р. Бернса, А. Блока.
- вокального цикла, посвященного 300-летию Санкт-Петербурга, на стихи Николая Агнивцева «Блистательный Санкт-Петербург».

Работал в Санкт-Петербургском театре «Русская антреприза» имени Андрея Миронова
Семья: жена Наталья Варламова, дочь Наталья Медведева, сын Игорь Заливалов, есть внуки. 
Скончался на своей даче, находящейся в Кировском районе Ленобласти. Это произошло в ночь с 10 на 11 августа. Причиной смерти музыканта стала остановка сердца.
Похоронен 15 августа в поселке Павлове-на-Неве Кировского района Ленинградской области в приходе храма Тихвинской иконы Божией Матери.

## Композитор спектаклей
- Карлсон снова вернулся
- Крейцерова соната
- Маленькие трагедии
- Маугли
- Обломов
- Музыкантская комедия (Ах, эти бедные мужчины)
- Аз и Ферт
- Любовь дона Перлимплина

## Фильмография

### Композитор
- 1988 — Фонтан (СССР)
- 1990 — Бакенбарды
- 1991 — Дорога в Парадиз
- 1992 — Как живёте, караси?
- 1992 — Воздушные пираты (Украина)
- 1993 — Окно в Париж (Россия/Франция)
- 1998 — Горько!
- 2000 — Империя под ударом
- 2005 — Пари
- 2006 — Двое из ларца
- 2007 — Тени прошлого
- 2008 — Запрет на любовь
- 2009 — Летучий отряд[5].
- 2011 — Отряд особого назначения

### Актёр
- более 20 ранних эпизодических ролей. https://youtu.be/z7Mq6bUxiDc?t=759
- 1988 — Фонтан (СССР), роль: Шестопалов. Награда "Лучший актёр второго плана".
- 1989 — Сирано де Бержерак, роль: артист театра "Бургундский отель"
- 1990 — Бакенбарды
- 1991 — Дорога в Парадиз, роль: Алик Вайнштейн
- 1992 — Как живёте, караси?, роль: Александр Галич
- 1992 — Воздушные пираты (Украина), роль: член спецкоманды авиаагентства
- 1992 — Прекрасная незнакомка (Россия, Польша), роль: скрипач
- 1993 — Окно в Париж (Россия/Франция), роль: Петров
- 1993 — Русская невеста, роль: Стивен Джефферс
- 1995  — Без ошейника (Украина), роль: Хозяин Рекса
- 1997 — Санчо с ранчо, роль: доктор Педалес.
- 1998—1999 — Улицы разбитых фонарей-2 (серия «Огонь на опережение»)
- 1998— Горько!, роль: служитель Гименея
- 1998-1999 — Улицы разбитых фонарей-2 - роль: «Лапоть» Игорь Лаптев
- 2003 — Идиот, эпизодическая роль
- 2004 — Опера-1. Хроники убойного отдела, роль: поэт
- 2004 — Последний роман королевы (фильм 5)
- 2005 — Пари, эпизодическая роль
- 2005 — Фаворит, роль: Фома Димсдаль
- 2005 — Двое из ларца, роль: Николайченко, музыкальный продюсер
- 2006 — Танцы в лабиринте (фильм 4)
- 2011 — Часы любви. 9-я серия

### Документальное кино
- 2005 - Магнификат (композитор)

## Награды и премии
- 1989 — КФ «Созвездие»